# ターレットトラック

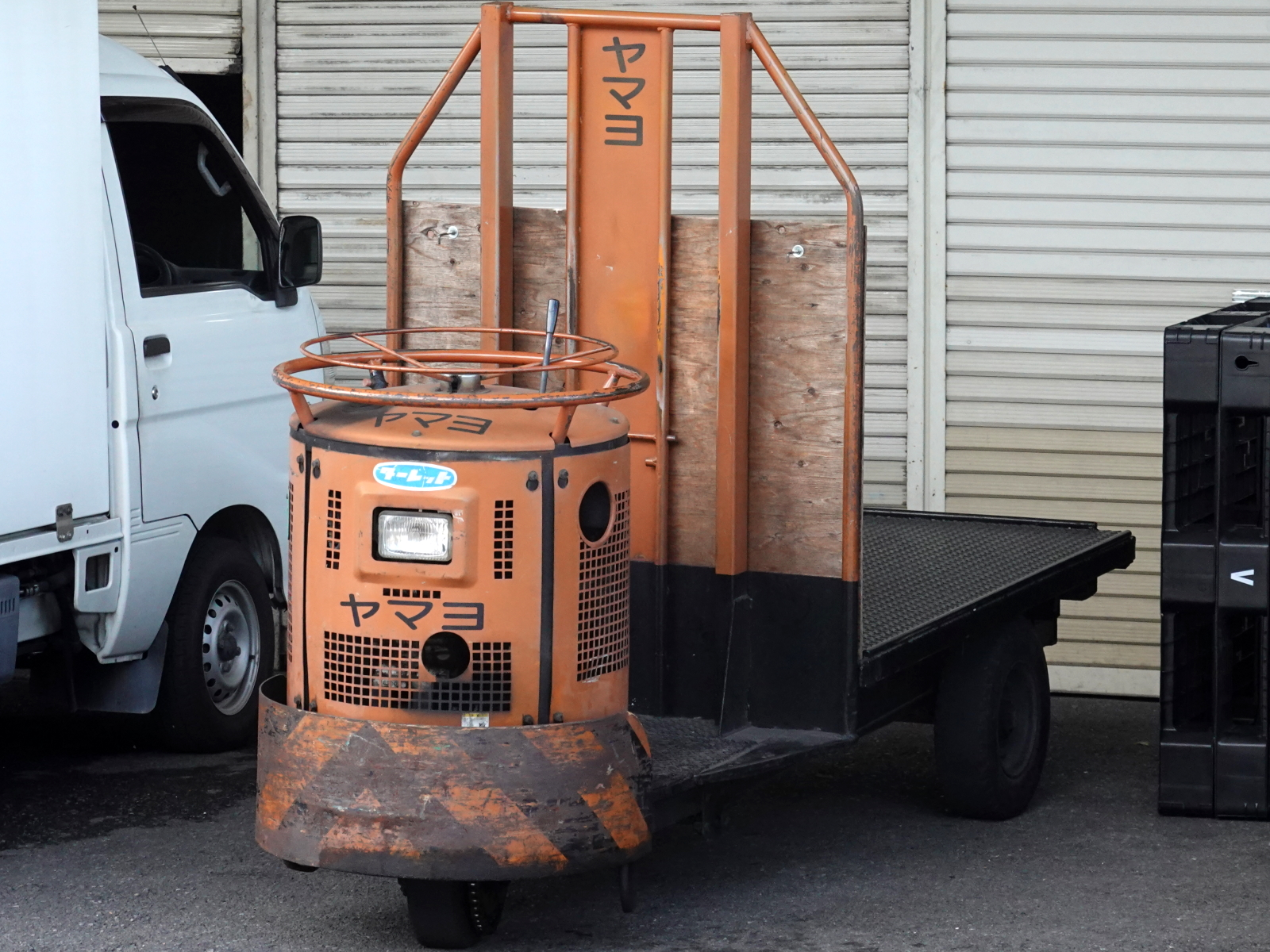
ターレットトラックの一例
朝霞製作所・ターレットトラック

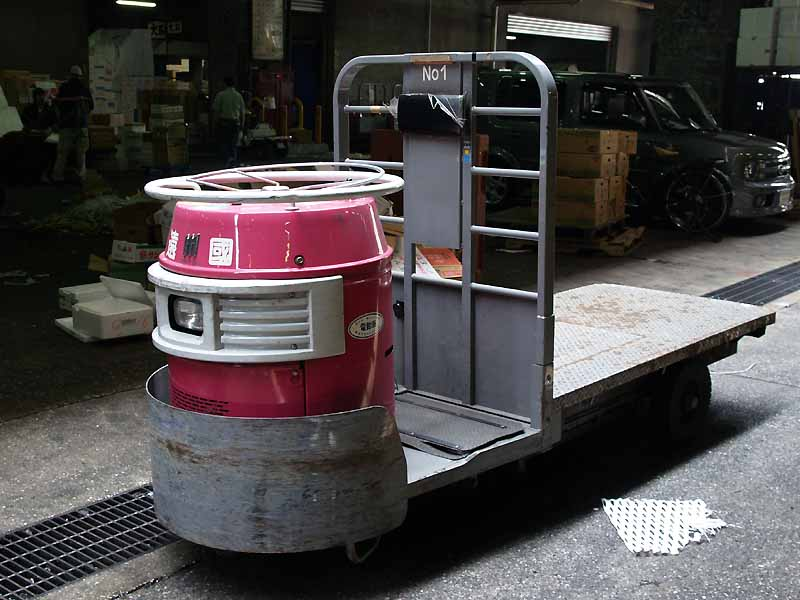
関東機械センター・マイテーカー

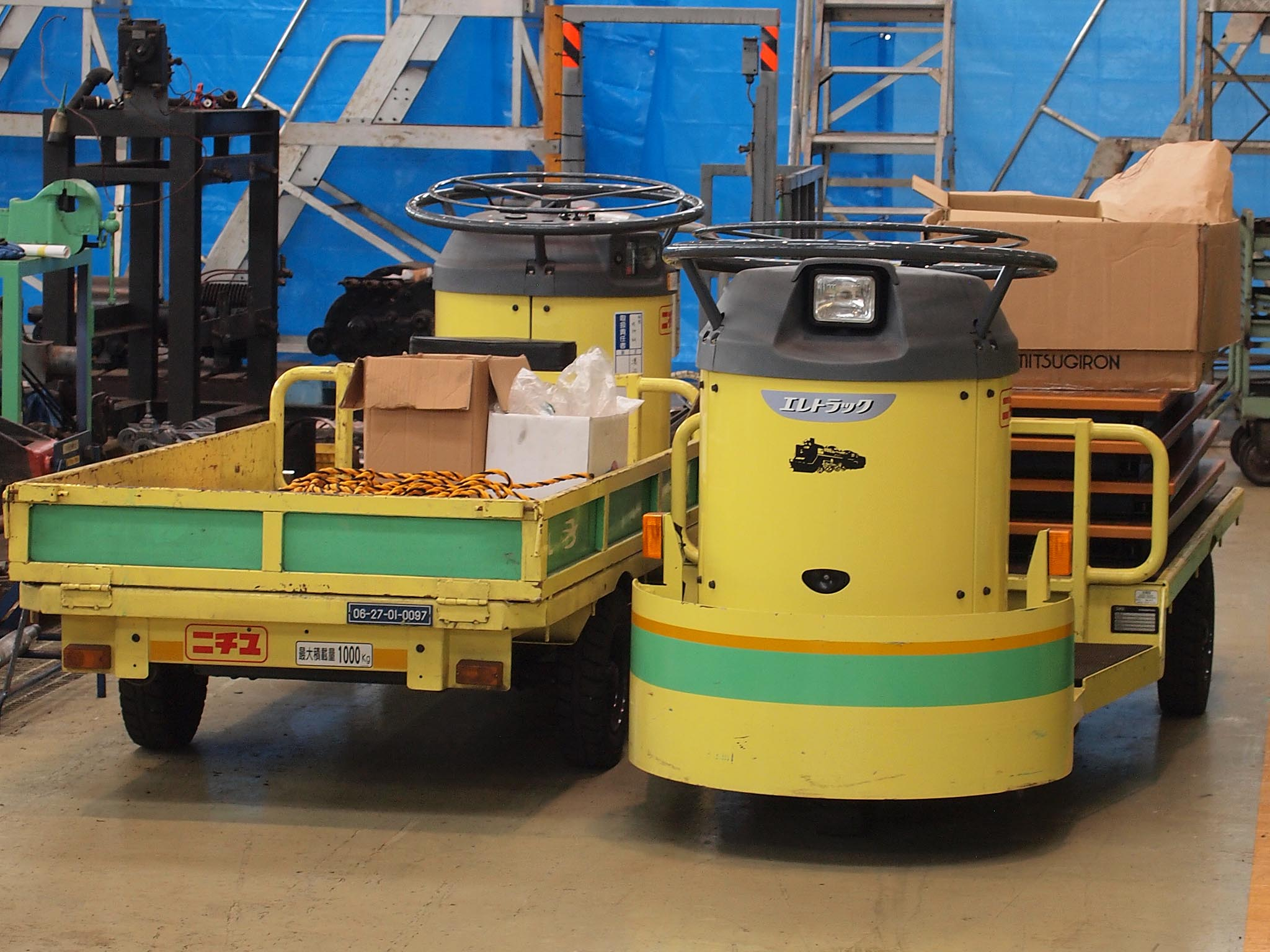
ニチユ三菱フォークリフト・エレトラック

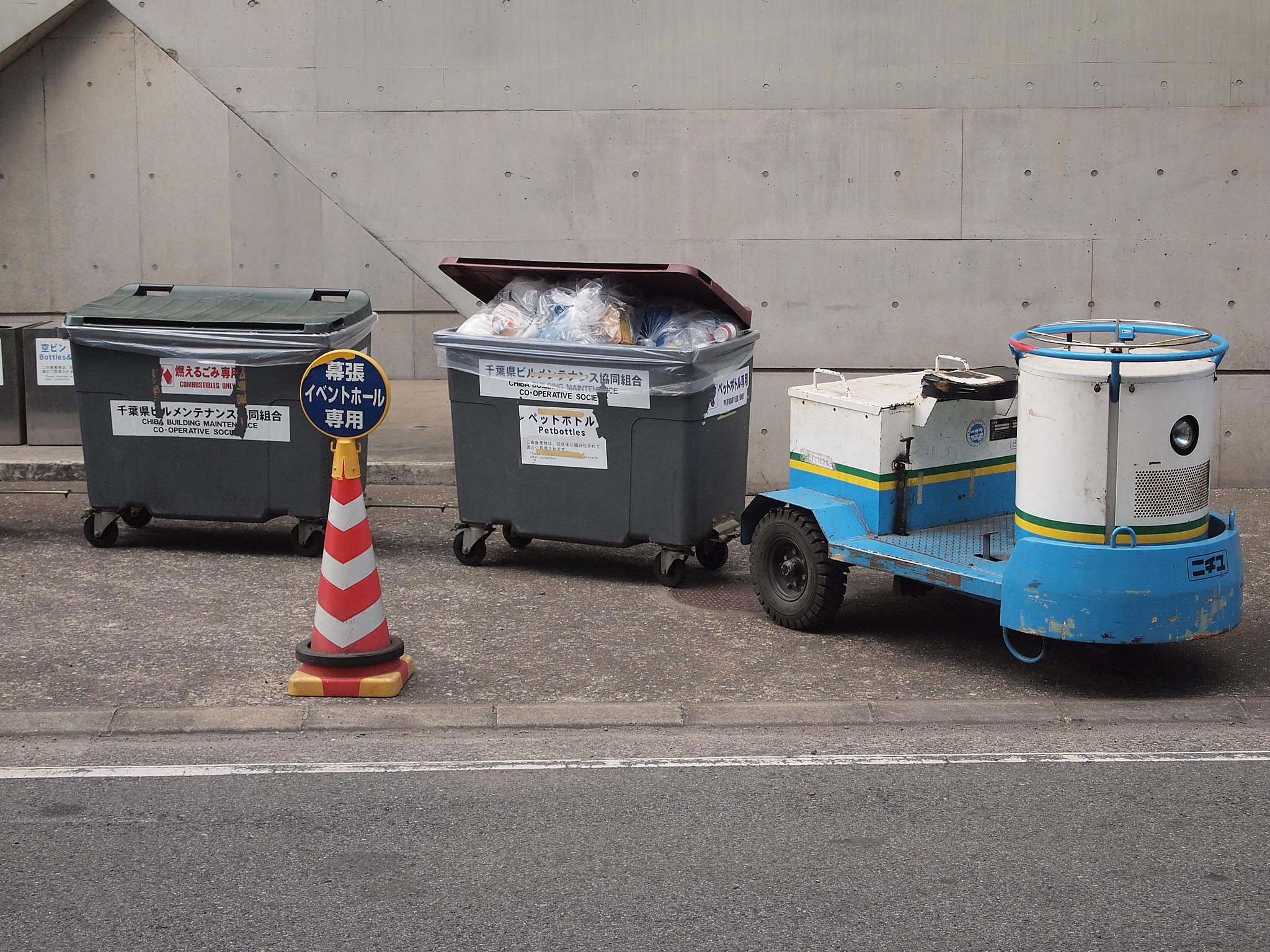
関東機械センター・マイテートラクター

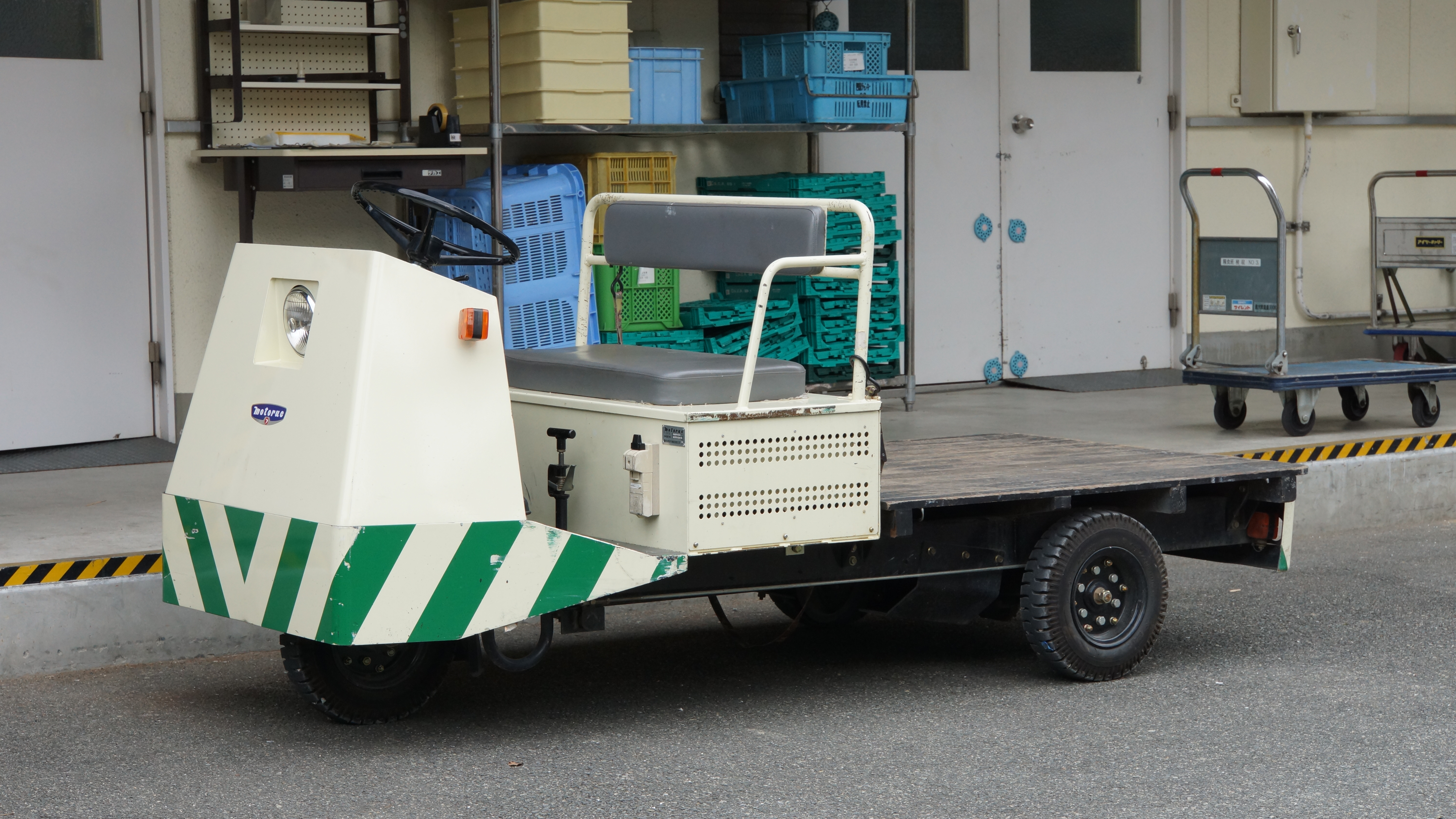
富士重工業・モートラック

ターレットトラック（英: turret truck）は、円筒形の動力部が360度回転する構造の運搬車の総称である。小回りがきくことから、卸売市場、工場、倉庫、鉄道駅の構内などで荷役用として広く利用されている。

## 名称
日本の法令上は、ターレット式構内運搬自動車と呼ばれる（道路運送車両法施行規則、道路交通法施行規則、流通業務の総合化及び効率化の促進に関する法律施行規則）。
一般には、ターレット、ターレ、ターレーと略して呼ばれることが多い。市場関係者は「ぱたぱた」もしくは「ばたばた」と呼ぶ場合がある。
「ターレットトラック」はかつて朝霞製作所の登録商標だったが、普通名称化して他社製のトラックも同様に呼ばれるようになった。2012年に朝霞製作所が自己破産したことにより、商標登録は取り消された。

## 概要
ターレットトラックの主要な構造は、動力源となるエンジンまたはモーター、操舵装置、駆動輪の全てが車台前部に回転可能に保持されたターレットに納められている。ターレットのすぐ後方に運転台があり、運転者はターレット全体を回転させて操舵する。駆動輪となる前輪は360度回転するため最小回転半径は小さく、狭い場所での運用にも適している。前輪を90度横に向けた場合、内側の後輪を軸とした旋回が可能。重量のあるユニットごと回して操舵する必要があるため、他の乗り物に比べると取り回しが重い。
定員は1名で、ターレット後部に立った姿勢で運転操作を行う。一部の車種には簡素な椅子を備えたものもある。操舵用のハンドルはターレットの上縁に沿って、手すり状に直に取り付けられている。その内側のやや小さい同心円のハンドルがアクセルスロットルになっており、押し下げる（軸を傾ける）ことで加速する。速度は機種により異なるが、最高でも15 km/h（キロメートル毎時）程度しか出ない。ブレーキ装置は装着されている。
ガソリンエンジンを搭載した機種の他、生鮮食品を扱う現場などでは低公害の天然ガスを燃料とするエンジンを搭載した機種が用いられる例が多く、構内や冷蔵設備を備えた倉庫では排気ガスを出さない電動式の車種に限定して用いられる場合もある。しかし、電動式は充電時間が長く、一回の充電で運用できる時間が短いため、2006年からは燃料電池を搭載した機種の開発が進められている。
1920年代初めにイギリスで誕生したリスター・オートトラックが、ターレットトラックの祖とする説がある。

## 使用
ターレットトラックは日本の道路交通法上、ほとんどの機種は小型特殊自動車として登録が可能で、登録すれば公道走行も可能である。農業用トラクターなどと同様に、市区町村により緑色のナンバープレートが交付される。
かつて、旧国有鉄道や旧郵政省の鉄道郵便において、牽引専用で荷台を有しない機種が駅構内での荷物や郵便物を運搬する台車の牽引に用いられていた。運搬台車を吊ってプラットホームの間を移動させるテルハと組み合わせて利用する駅も多数あった。

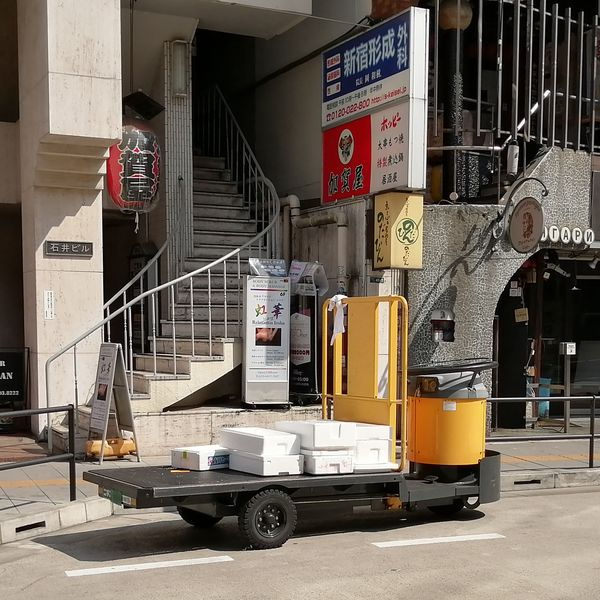
東京・歌舞伎町では食材の配送に使われている

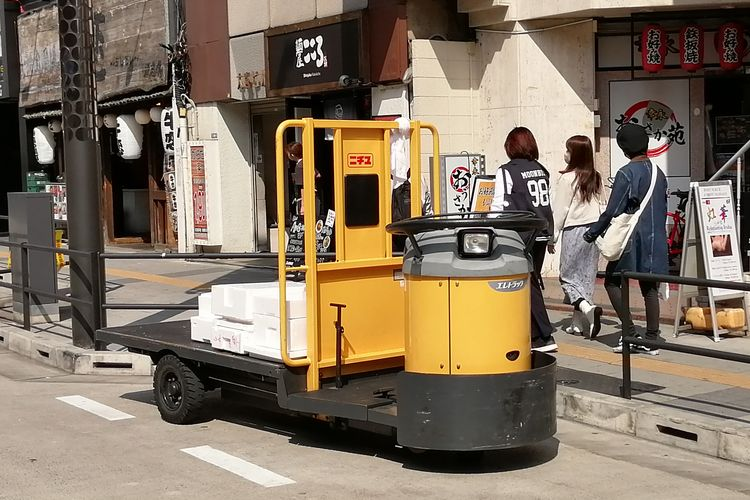
機種はニチユのエレトラック

## 主なメーカーと呼称
- 豊田自動織機（トヨタL&F）「タグノバ 」
- 朝霞製作所「ターレットトラック」
- 富士重工業（現：SUBARU）「モートラック」 - 2012年末生産終了[8]
- 三菱ロジスネクスト（旧：日本輸送機）「エレトラック」
- 関東機械センター「マイテーカー[9]」

## 玩具・模型
- 青島文化教材社によって、2009年に、朝霞とニチユの車両が「特殊荷役シリーズ」のプラモデルとなった。スケールは1/32で、運転手なども付いた[10]。
- タカラトミーによって、ニチユの車両が「ロングタイプトミカ」シリーズのミニカーとなった。2台の台車も付いた。これはギフトセット商品の「おさかないっぱい!魚市場セット」にも封入されている。
- 日本オート玩具からは、2017年にニチユ エレトラックの1/16スケール ラジコンカーが発売された[11]。
- 奇譚クラブからは2017年12月に、車種を特定しない形で全6種のカプセルトイ「プルバックターレー」が発売された[12]。
- 海洋堂からは2022年11月に、プラモケイ「ARTPLA」シリーズの一つとして1/35スケールの『ARTPLA 飼育員とシロサイセット』が発売されたが、それにターレットトラックが1台、台車付きで付属している[13]。